# Попп, Эдуард
Эдуард Попп (нем. Eduard Popp; род. 16 июня 1991, Барнаул) — немецкий борец греко-римского стиля, призёр чемпионата Европы, участник двух Олимпийских игр.

## Карьера
Когда Эдуарду было два года, его семья переехала из Барнаула в Германию. Он начал заниматься греко-римской борьбой в 1997 году в клубе ASV в немецком городе Мёкмюль, куда привёл его покойный отец, который занимался борьбой ещё в СССР и продолжил в Германии после переезда. В июле 2009 года в Тбилиси стал бронзовым призёром чемпионата Европы среди юниоров. В июле 2010 года в Будапеште стал бронзовым призёром чемпионата мира среди юниоров. В сентябре 2019 года на чемпионате мира в Нур-Султане в схватке за бронзовую медаль уступил Якобу Каджая, заняв итоговое 5 место получил лицензию на Олимпийские игры в Токио. В апреле 2021 года на чемпионате Европы в Варшаве в схватке за 3 место одолел украинца Александра Чернецкого и завоевал бронзовую медаль. В августе 2021 года на Олимпиаде на стадии 1/8 финала победил представителя Бразилии Эдуарда Согомоняна, а в 1/4 финала уступил турку Рызе Каяалпу и занял итоговое 8 место.

## Достижения
- Чемпионат Европы среди юниоров 2009 — ;
- Чемпионат мира среди юниоров 2010 — ;
- Олимпийские игры 2016 — 5;
- Чемпионат Европы по борьбе 2021 — ;
- Олимпийские игры 2020 — 8;